# Dermophis oaxacae
Dermophis oaxacae, cunoscut și sub denumirea cecilianul oaxacan, este o specie de cecilieni din familia Dermophiidae. Este endemică în sud-vestul Mexicului și apare pe versanții Pacificului și depresiunea Balsas în statele Jalisco, Michoacán, Guerrero, Oaxaca și Chiapas.

## Descriere
Dermophis oaxacae este un cecilian relativ mare, cu o lungime totală maximă raportată de 454 mm. Are 119–139 ineluri primare și 101–133 secundare; aceste numere mari îl disting de toate celelalte Dermophis. Corpul este oarecum robust, iar capul este relativ mare. Gura este subterminală. Ochii sunt vizibili printr-un strat de piele. Exemplarele vii au colorare albastru-negru. Canelurile inelare sunt marcate ventral cu pigment întunecat, în contrast puternic cu venterul altfel palid.

## Habitat și conservare
Dermophis oaxacae apare în pădurile tropicale semi-foioase la altitudini de până la 2.100 m deasupra nivelului mării. Este o specie subterană. Este probabil vivipar.
Dermophis oaxacae este o specie puțin cunoscută, cu puține observații recente. Nu se știe în ce măsură defrișările reprezintă o amenințare pentru aceasta.